# МЮНИ
МЮНИ, съкратено от английски за „Общинска железница на Сан Франциско“ (на английски MUNI, San Francisco Municipal Railway), е мрежа от тролейбуси, трамваи, кабелни трамваи, автобуси и фериботи в град-окръг Сан Франциско, Калифорния, Съединените американски щати.
През 2000 г. МЮНИ обслужва 74,72 кв. км (46,7 кв. мили) с бюджет от 380,9 милиона долара. По брой пътници системата на МЮНИ е на 7-о място в САЩ. През 2002 г. 233 015 740 пътници са се возили на различните превозни средства на МЮНИ, като през уикендите пътникопотокът намалява.
Цената на билетите към септември 2005 за възрастни е 1,50 долара на билет, а за пенсионерите над 65-годишна възраст и юношите на възраст 5-17 години – 50 цента на билет.